# Crash Bandicoot (seria)
Crash Bandicoot – seria gier platformowych wydana na konsole PlayStation, PlayStation 2, PlayStation 4, Xbox, Xbox One, Game Boy Advance, PlayStation Portable, Nintendo DS, Wii, Nintendo Switch oraz komputery z systemem Microsoft Windows.

## Informacje ogólne
Głównym bohaterem gry jest tytułowy Crash Bandicoot (będący antropomorficznym jamrajem pasiastym). Zarówno on, jak i jego siostra Coco zostali zmutowani przez swojego największego rywala – Dr. Neo Cortexa, który zamierza podbić świat przy pomocy armii posłusznych mu zwierząt-mutantów. Crash i Coco mogą liczyć na pomoc dobrego ducha-maski – Aku-Aku, Cortexa wspiera z kolei jego zły brat bliźniak – Uka-Uka. Z czasem do ekipy Crasha dołącza również Crunch (uprzednio stworzony przez Cortexa jako tajna broń, mająca na celu likwidację głównego bohatera).

## Seria
Źródło: Gry-Online
- Crash Bandicoot (1996; PlayStation)
- Crash Bandicoot 2: Cortex Strikes Back (1997; PlayStation)
- Crash Bandicoot 3: Warped (1998; PlayStation)
- Crash Team Racing (1999; PlayStation)
- Crash Bash (2000; PlayStation)
- Crash Bandicoot: The Wrath of Cortex (2001; PlayStation 2, GameCube, Xbox)
- Crash Bandicoot Purple: Ripto’s Rampage (2004; Game Boy Advance)
- Crash Twinsanity (2004; PlayStation 2, Xbox, telefon komórkowy)
- Crash Tag Team Racing (2005; PlayStation 2, Xbox, GameCube, PlayStation Portable)
- Crash Of the Titans (2007; Wii, Nintendo DS, Game Boy Advance, Xbox 360, PlayStation 2, PlayStation Portable)
- Crash Mind over Mutant (2008; PlayStation 2, Wii, Xbox 360, PlayStation Portable, Nintendo DS)
- Crash Bandicoot: N. Sane Trilogy (2017; PlayStation 4, Nintendo Switch, Xbox One, Microsoft Windows)
- Crash Team Racing Nitro-Fueled (2019; PlayStation 4, Xbox One, Nintendo Switch)[2]
- Crash Bandicoot 4: Najwyższy czas (2020; PlayStation 4, PlayStation 5, Xbox One, Xbox Series X|S, Nintendo Switch, Microsoft Windows)
- Crash Bandicoot: On the Run! (2021; Android, iOS)[3]
- Crash Team Rumble (2023; PlayStation 4, Xbox One, PlayStation 5, Xbox Series X|S)[4]